# Бахрейн
Бахре́йн, офіційно Королі́вство Бахре́йн (араб. مملكة البحرين — Мамля́кат аль-Бахре́йн) — держава, що об'єднує групу островів в Перській затоці між Саудівською Аравією та Іраном.

## Географія
Територія країни — 688 км². Столиця — Манама — знаходиться на найбільшому острові (що також називається Бахрейн). Держава розташована на 35 островах, які складаються переважно з вкритого піском вапняку і мають бідні й неродючі ґрунти, плоскі та зі спекотним кліматом. Шосе з'єднує Бахрейн з Саудівською Аравією. На островах Бахрейн, Хавар, Мухаррак, Сітра, Умм-Наасан є прісні підземні води, що виходять на поверхню, але їхні витоки знаходяться на Аравійському півострові й надходять на острови під землею по похилих геологічних пластах.

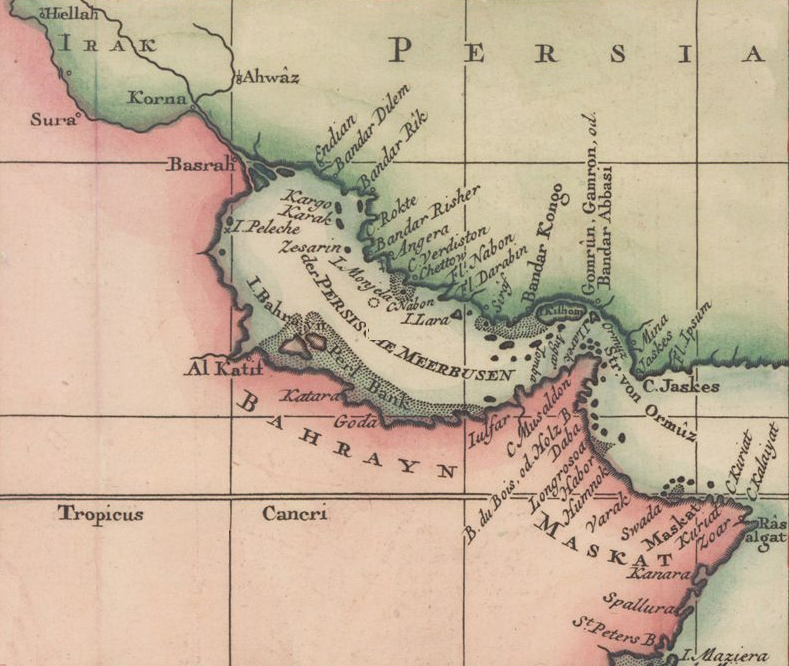
Мапа Жака-Ніколя Белліна, 1745
Бахрейн та Перська затока
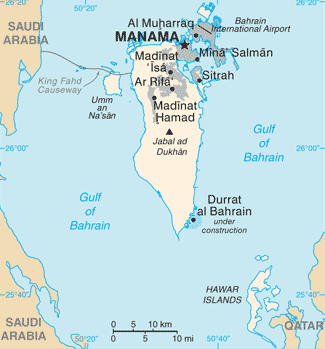
Мапа, 2014
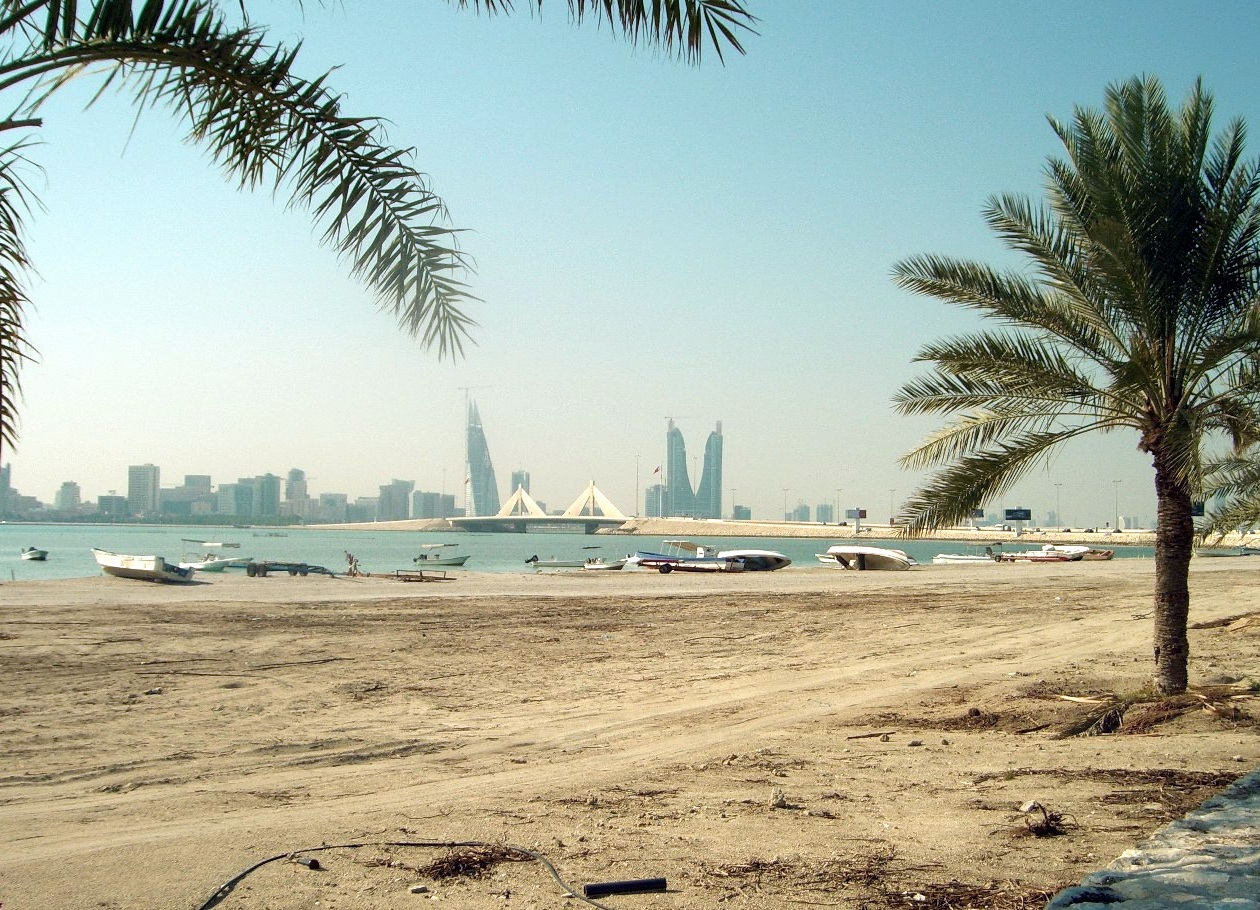
Пляж Мухаррак

## Історія
Слово «Бахрейн» є вирваним із контексту, його можна перекласти як «двох морів». Повна назва «мамлякату-ль-бахрейн» (مملكة البحرين) означає «королівство двох морів». Стародавні шумери колись вважали його райським островом, на який потрапляли тільки мудрі й сміливі для насолоди вічним життям.
З 1783 року країною править династія Аль-Халіфа, що належить до клану Бані-Утбах, що вигнав зі своєї території персів. З 1861 року, коли був підписаний договір з Британією, до проголошення незалежності в 1971 році Бахрейн фактично був британським протекторатом.
У 1971 році Бахрейн став незалежною державою. Національні збори було обрано і розпущено, в 1975 році абсолютну владу отримав емір.
Верховним правителем країни є король, а члени правлячої сім'ї, що належить до суннітів-мусульман, займають всі важливі політичні та військові посади. У країні зберігається давня напруженість у відносинах між мусульманами-суннітами й мусульманами-шиїтами, які складають більшість. Час від часу спалахують суспільні безлади.
У 2001 році переважна більшість жителів Бахрейна підтримали пропозиції еміра — нині короля — перетворити країну на конституційну монархію з виборним парламентом і незалежною судовою владою. У результаті у 2002 році у країні дійсно пройшли перші за майже три десятиліття вибори. За їхнім підсумком була сформована Рада депутатів (парламент), причому більше чверті з 40 місць в ньому отримали шиїти.
Крім того, в Бахрейні все більше поважається свобода слова, а незалежні спостерігачі відзначають загальне поліпшення ситуації у сфері прав людини. Проте, опозиційні групи та активісти продовжують вимагати політичних реформ, зокрема надання істотніших повноважень виборним зборам.
Бахрейн був однією з перших держав в затоці, що відкрив поклади нафти та побудував у себе завод для її перероблювання, і таким чином раніше своїх сусідів країна скористалася перевагами знайденого нафтового багатства. Проте Бахрейн так і не зміг досягти обсягу виробництва, порівнянного із видобутком у Кувейті або Саудівській Аравії, і вимушений був диверсифікувати свою економіку.
Бахрейн — це архіпелаг, що складається з приблизно 30 островів. Завдяки порівняно помірному клімату, острівна держава перетворилася на важливий центр регіонального туризму.
Бахрейн є військовим союзником США: саме тут базується П'ятий Флот США.
З початку 2011 року в країні відбуваються масові демонстрації. Для взяття під свій контроль ситуації уряд Бахрейну попросив про військову допомогу Саудівську Аравію та ОАЕ.

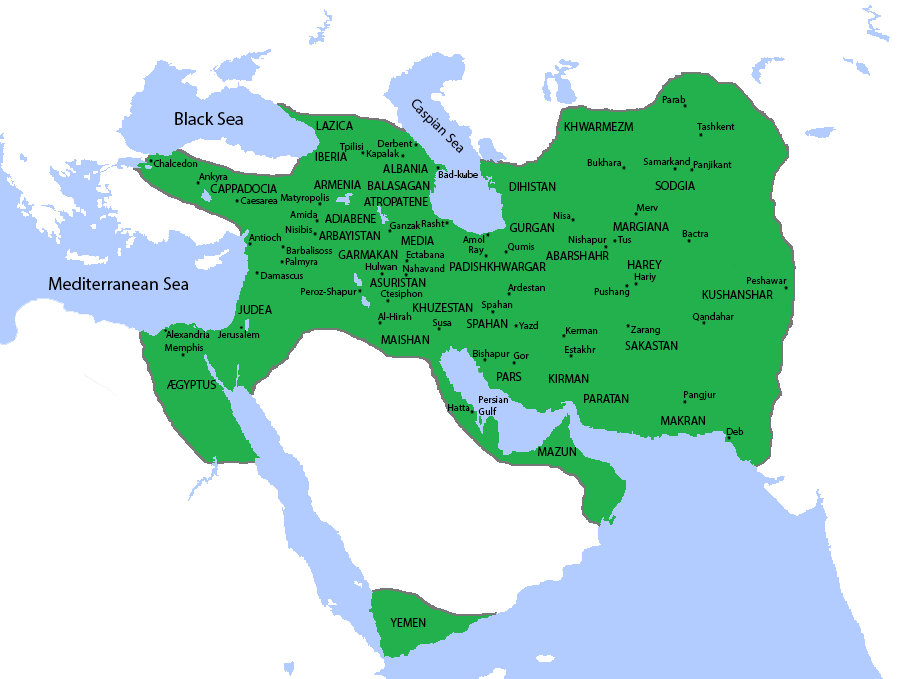
Імперія Сасанідів на піку свого розвитку в часи шаха Хосрова II (590-628)
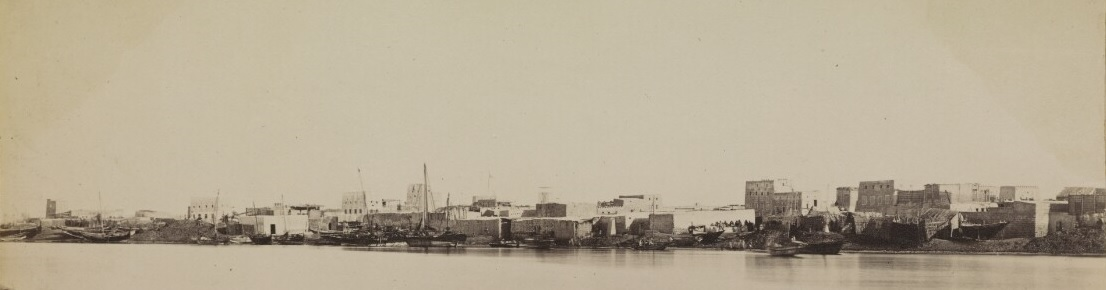
Бахрейнська гавань, приблизно 1870 рік
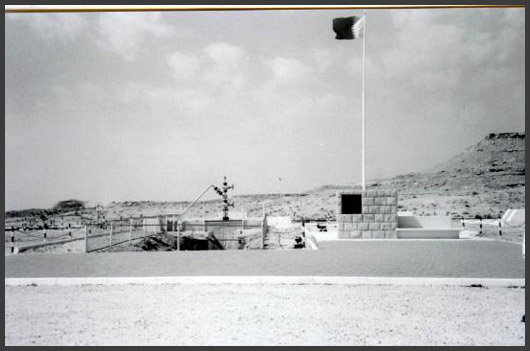
Світлина першої нафтосвердловини. Першу нафту отримали в 1931 році
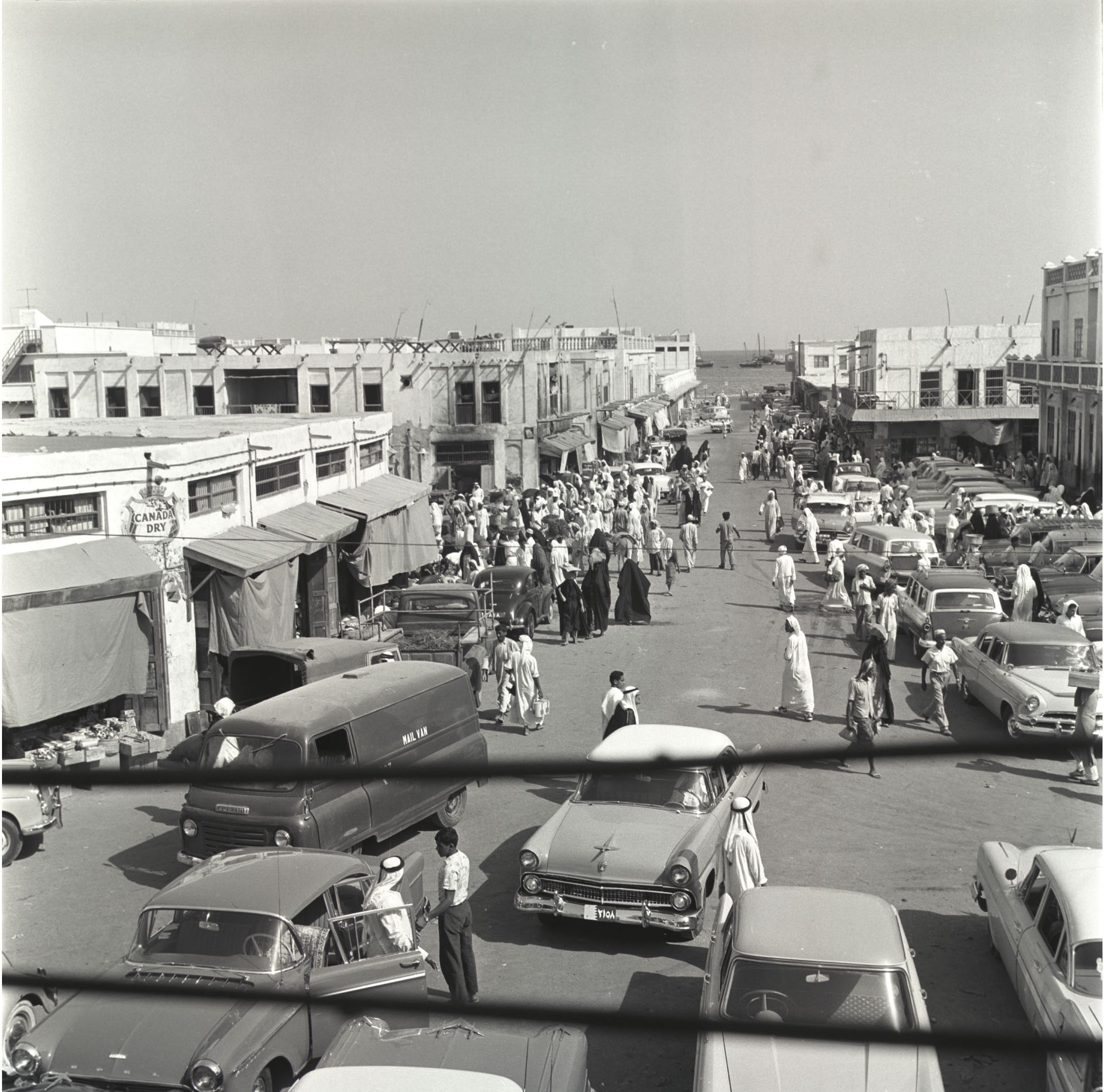
Манама, 1965
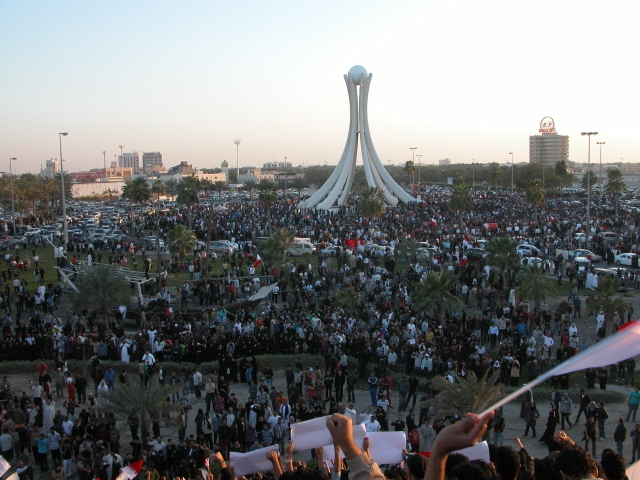
Протести біля Pearl Roundabout, 15 лютого 2011

## Адміністративний поділ
Бахрейн поділяється на 4 мухафази (араб. محافظة; мн.ч. محافظات «мухафазат»). Центральна мухафаза була скасована у 2014.
| Карта    | Мухафаза | Населення (2020) | Площа (km2) | Щільність населення | Виборчі округи(2002-2014) |
| -------- | -------- | ---------------- | ----------- | ------------------- | ------------------------- |
|          | Столична | 534,939          | 68          | 7,866.8             |                           |
| Мухаррак | 268,106  | 57               | 4,703.6     |                     |                           |
| Північна | 379,637  | 175              | 2,169.4     |                     |                           |
| Південна | 305,547  | 480              | 636.6       |                     |                           |

## Політичний устрій
Бахрейн є конституційною монархією. Політична система: абсолютизм, потім конституційна монархія (від 2001). На чолі держави стоїть король (до 2002 року — Емір). Уряд на чолі з прем'єр-міністром. Кабінет складається з 23 міністрів. Парламент двопалатний: Нижня палата – палата депутатів обирається всенародним голосуванням, верхня палата — консультативна рада (Меджліс Аль Шура) призначаються королем. В обох палатах засідає на 40 місць. Політичні партії заборонені.
Голова держави та уряду: шейх Іса бен Сулман аль Каліфа з 1961.

## Зовнішні відносини
Бахрейн веде активну зовнішньополітичну діяльність. Країна є членом ООН, ЛАД, ОІС, РСДПЗ. Багаті поклади нафти в країні зумовлюють великий інтерес до неї з боку розвинених країн усього світу, зацікавлених в придбанні енергоресурсів. 

### Відносини з Україною
Дипломатичні відносини між Бахрейном та Україною встановлені 20 липня 1992 р. Але фактично дипломатичні відносини між двома країнами беруть свій початок з 1 жовтня 2002 року (вручення Послом України в ОАЕ вірчих грамот Посла України в Королівстві Бахрейн за сумісництвом).28 лютого 2012 р. Посол України в ОАЕ Юрій Полурез вручив вірчі грамоти Королю Бахрейну Хамаду бін Ісі Аль Халіфі. 8 січня 2024 року президент України Володимир Зеленський провів телефонну розмову з королем Бахрейну Хамадом бін Ісою аль Халіфою..

## Економіка
Бахрейн експортує різні види товарів, але основними експортними групами є: нафта (родовище Абу-Сафа), природний газ, алюміній, риба, побутову хімію, ювелірні вироби та інші товари.
У 2018 р. біля західних берегів країни виявлене найбільше зі знайдених на території королівства з моменту початку нафтовидобутку в 1932 році родовище нафти й природного газу. Запаси нафти на новому родовищі складають близько 80 мільярдів барелів, природного газу - від 10 трильйонів до 20 трильйонів кубічних футів. Площа нового родовища складає дві тисячі квадратних кілометрів.

## Населення
Населення 1 343 000 мешканців (2014). 2/3 населення — корінні жителі. Мови: арабська (державна), фарсі, англійська, урду.

## Галерея

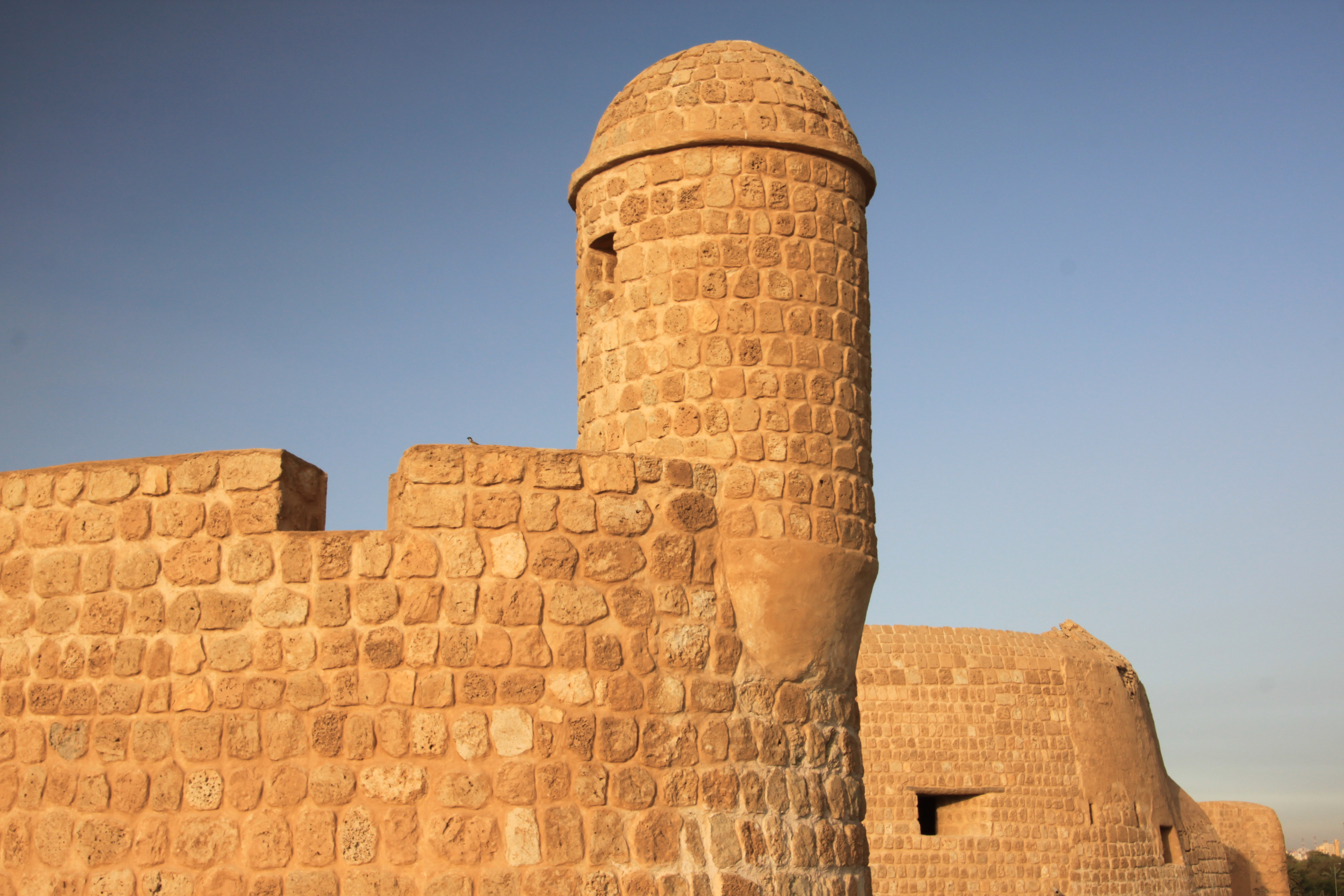
Форт Бахрейн, Манама
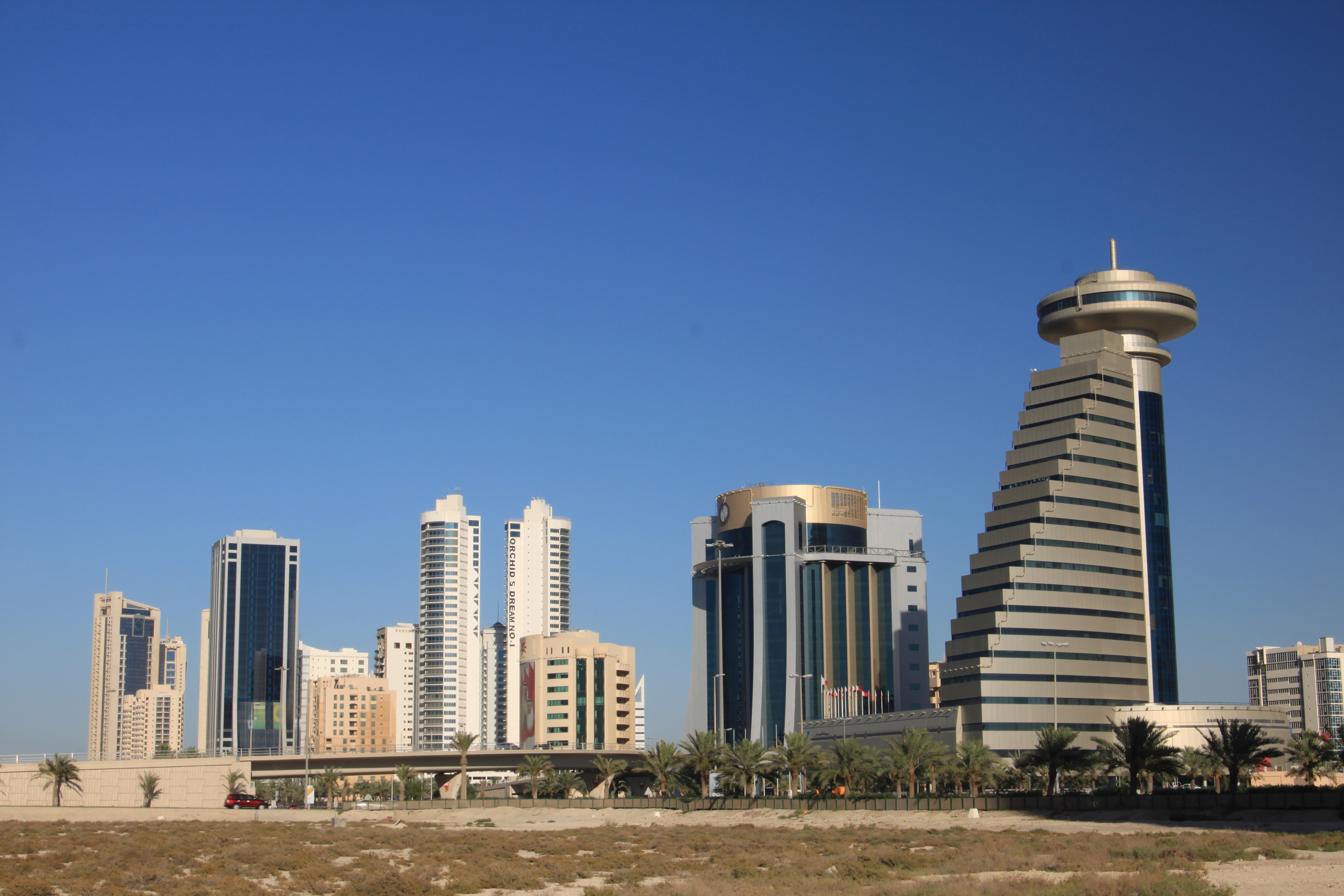
Вид на Манаму
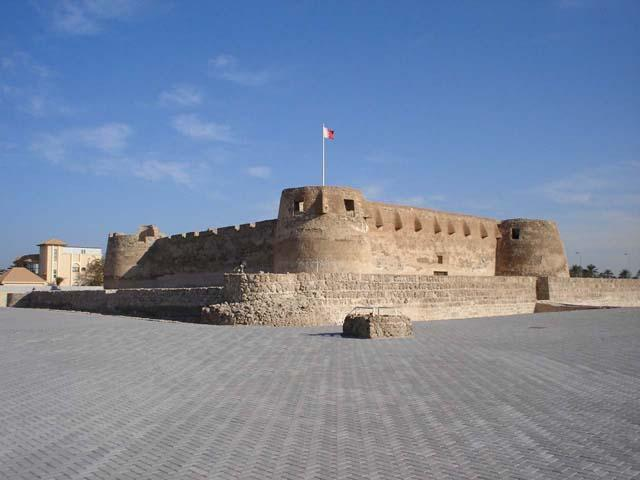
Форт Арад побудований до захоплення терену португальцями
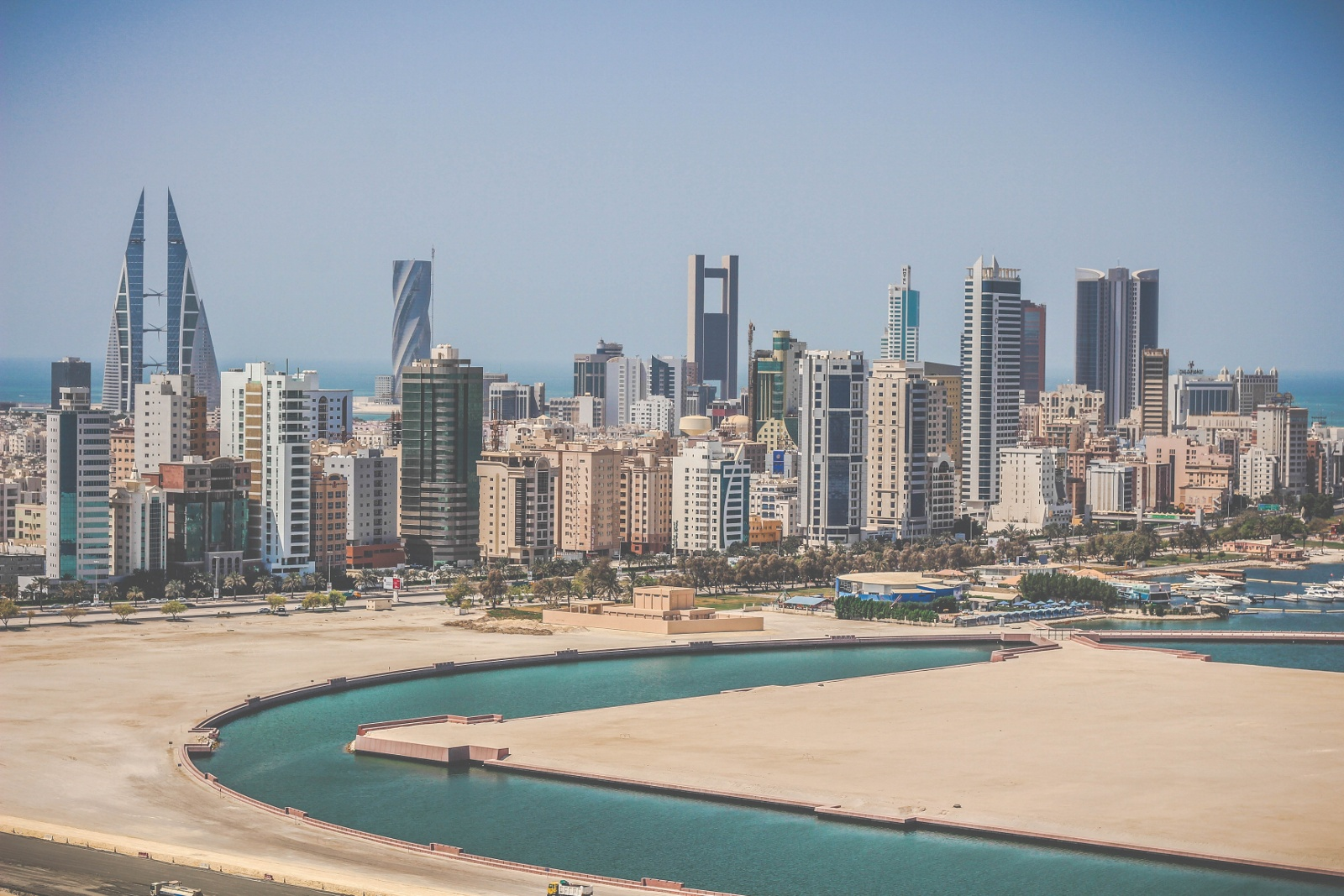
Манама
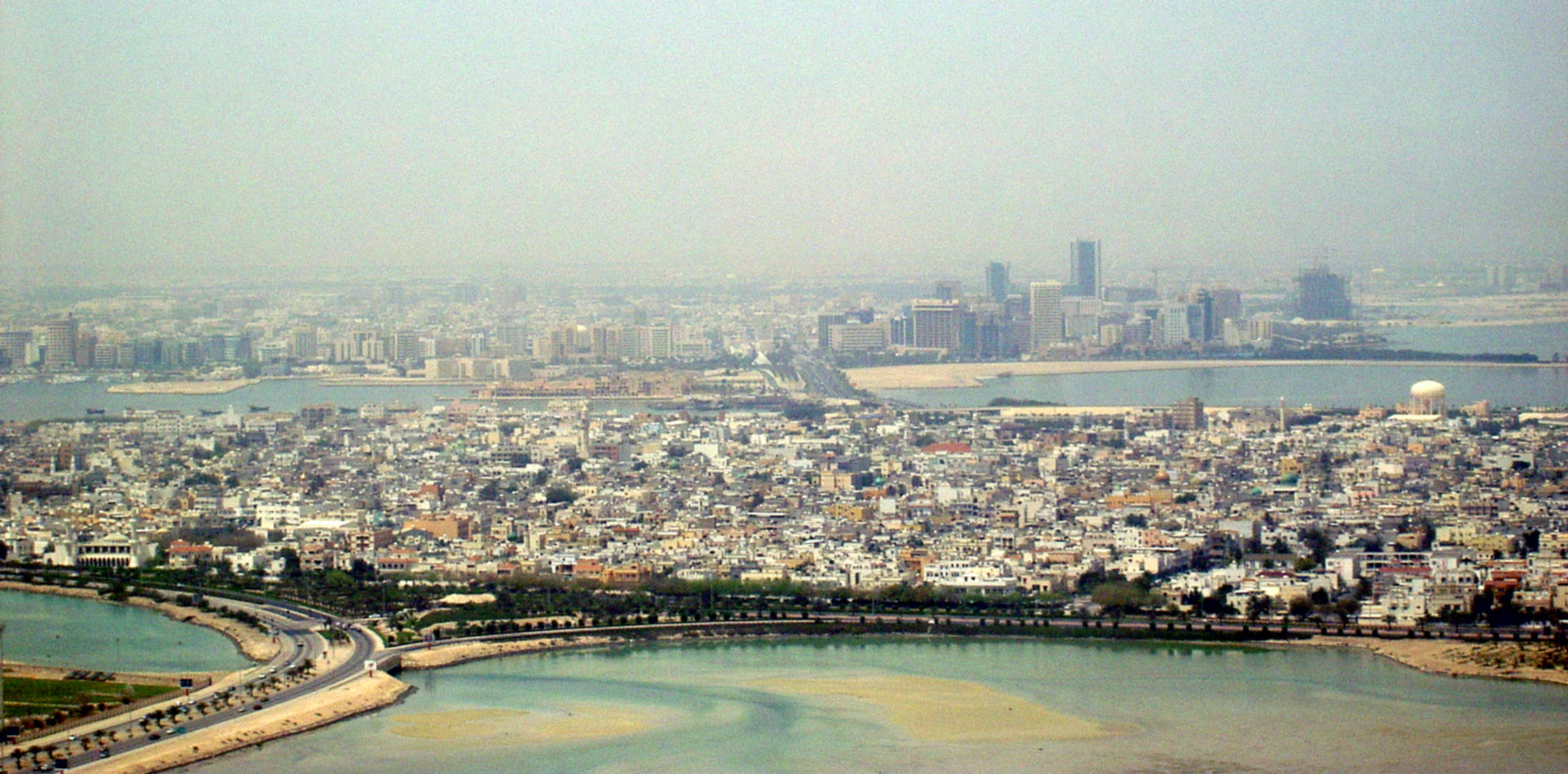
Мухаррак (попереду) та Манама (позаду)